# Mohamed Amir Bourahli
Mohamed Amir Bourahli est un footballeur algérien né le 3 février 1981 à Constantine. Il évoluait au poste d'ailier gauche.

## Biographie
En été 2011, Bourahli signe un contrat en faveur de l'ASO Chlef.

## Palmarès
- Finaliste de la Coupe d'Algérie en 2010 avec le CA Batna.